# Ottignies
Ottignies är en ort i Belgien.   Den ligger i provinsen Vallonska Brabant och regionen Vallonien, i den centrala delen av landet, 26 km sydost om huvudstaden Bryssel. Ottignies ligger 65 meter över havet och antalet invånare är 9 557.
Terrängen runt Ottignies är huvudsakligen platt. Ottignies ligger nere i en dal. Runt Ottignies är det tätbefolkat, med 308 invånare per kvadratkilometer.. Närmaste större samhälle är Louvain-la-Neuve, 3,4 km öster om Ottignies. 
Omgivningarna runt Ottignies är en mosaik av jordbruksmark och naturlig växtlighet.